# 溫水浴室

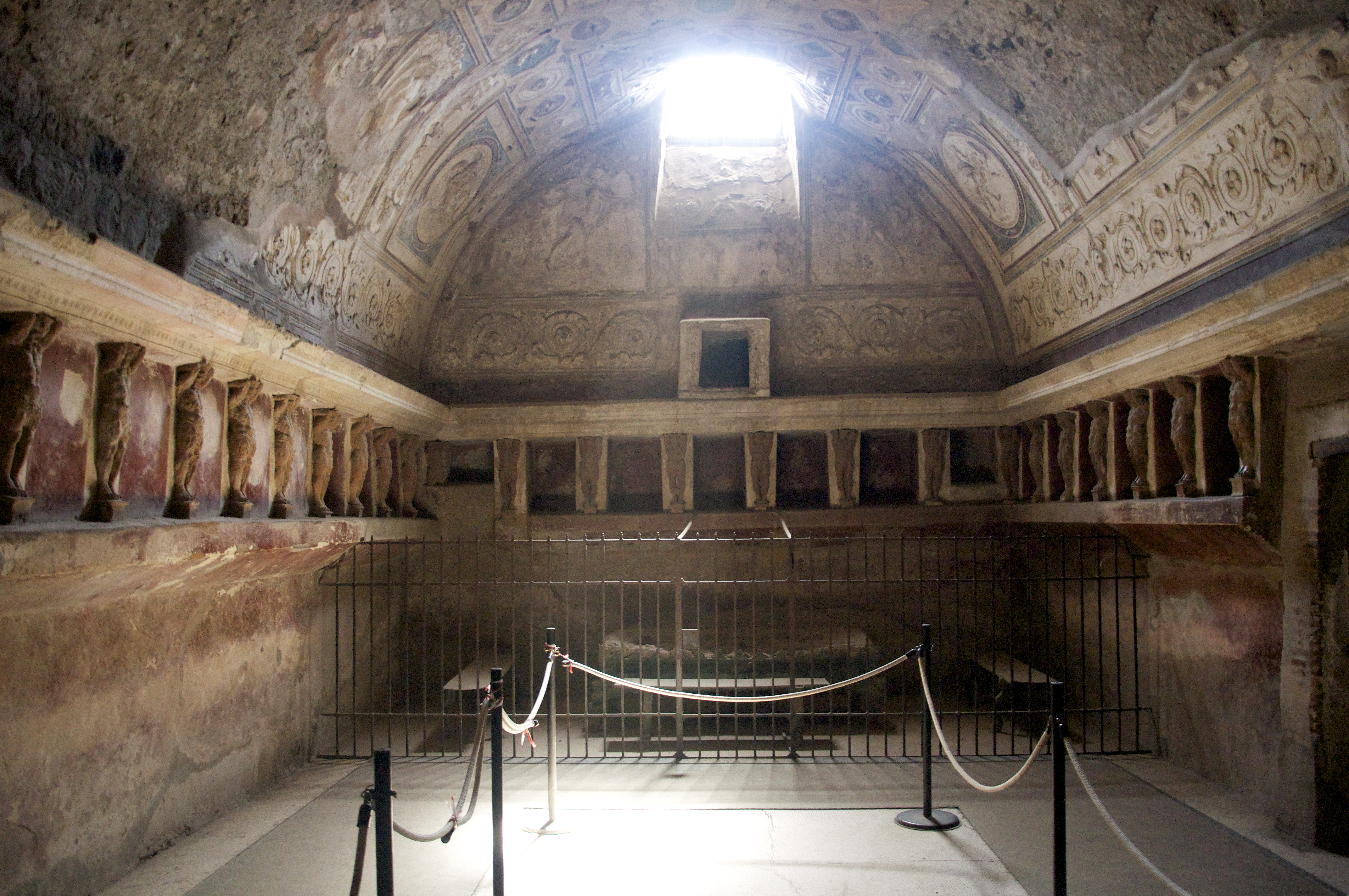
龐貝的溫水浴室

溫水浴室（tepidarium）是古羅馬浴場的一種浴室。溫水浴室並非直接使用熱水，而是通過地熱將溫度從地下傳導至室內，人們通過躺在地面上等方式來接受高溫刺激。